# Comtat de Qing
El Qing o Qingxian (青县 en xinès simplificat;  青縣 en xinès tradicional; Qīng Xiàn en pinyin) és un xian a l'est de la província de Hebei, Xina, que limita amb Tianjin al nord. Està sota l'administració de la ciutat-prefectura de Cangzhou, amb 420.878 habitants al 2020 que residien en una àrea de 968 km2 (374 sq mi). El seu clima presenta una precipitació mitjana de 517 l/m2 anual concentrats, sobretot, als mesos de juliol i agost. Les temperatures mitjanes oscil·len entre els −3.2 i el 25,9 ºC amb glaçades freqüents als mesos d'hivern. L'autopista G2 Pequín-Xangai, que és concurrent amb l'autopista G3 Pequín-Taipei a la província, així com l'autopista nacional xinesa 104, passen pel comtat. El comtat administra 6 pobles i 4 municipis.
Pobles
- Qingzhou (清州镇), Jinniu (金牛镇), Xinxing (新兴镇), Liuhe (流河镇), Mumendià (木门店镇), Machang (马厂镇)

Municipis
- Zhouguantun (周官屯乡), Caosi (曹寺乡), Pangu (盘古乡), Chenzui (陈嘴乡)